# 刘新芝
刘新芝，教授，研究方向为混合动力系统、非线性系统控制及稳定性、复杂网络的同步等。中华人民共和国教育部第三批“长江学者”特聘教授，发表数百篇论文。担任"DCDIS Series A, Mathematical Analysis" 、"DCDIS Series B, Applications and Algorithms" 和"Journal of Nonlinear Systems and Applications" 等国际期刊主编。
1987、1988年先后获得德克萨斯大学硕士、博士（阿灵顿分校）学位。1990年任职于滑铁卢大学并于1994年被聘为该校终身教授。2001年受聘于华中科技大学。